# Гайковий Роман Іванович
Рома́н Іва́нович Гайкови́й (22 серпня 1993 с. Підгір'я Золочівського району Львівської області— 5 грудня 2023 р. с. Стельмахівка Сватівського району Луганської області) —  сержант національної гвардії України, учасник російсько-української війни.

## Життєпис
Народився 22 серпня 1993 року в селі Підгір’я Золочівського району Львівської області, тут пройшло його дитинство, навчався у місцевій загальноосвітній школі, здобув професію, пройшов строкову службу, працював у будівельній організації.
Починаючи з 2014 року був у гарячих точках, де велися запеклі бої за нашу Батьківщину, безпосередньо брав участь в антитерористичній операції, забезпеченні її проведення і захисті незалежності, суверенітету та територіальної цілісності України на території Донецької області.
З початком повномасштабного російського вторгнення був мобілізований до Збройних сил України. Пройшов найзапекліші точки: Сєвєродонецьк, Лисичанськ, Авдіївка, Білогорівка, Бахмут, Стельмахівка.
Загинув внаслідок авіаудару 5 грудня 2023 року біля села Стельмахівка Сватівського району Луганської області.
Похований 14 грудня 2023 року в родинному селі.

## Нагороди
За час служби йому було присвоєно звання сержант та нагороджено:
- відомчою заохочувальною Відзнакою — нагрудним знаком «За доблесну службу»
- Подякою за зразкове виконання бойових завдань з оборони територіальної цілісності та незалежності держави та з нагоди дня артилериста
- Подякою За сумлінне ставлення до виконання військового обов'язку, відданість Українському народові, проявлену старанність, розумну ініціативу та з нагоди відзначення Дня захисників і захисниць України.

Посмертно нагороджений:
- Орденом «За мужність» III ступеня[1].